# Джира (аэродром)
Аэродром Джира (Джейрах, Джирах) — военный аэродром на севере Сирии, в мухафазе Халеб (Алеппо).

## Описание
Аэродром имеет 3-х километровую взлётно-посадочную полосу и 12 ангаров.

## История

### Гражданская война в Сирии
В феврале 2013 года вооружённые повстанцы выбили правительственные войска из аэродрома. В январе 2014 года аэродром был захвачен террористической организацией ИГ.
В июне 2017 года, в ходе наступления на ИГ вдоль западного берега Евфрата, подразделения сирийских ВС и отряды народного ополчения установили контроль над аэродромом.
К январю 2023 года российские и сирийские военнослужащие восстановили разрушенный во время боевых действий аэродром. Командно-диспетчерский пункт аэродрома был оборудован средствами связи и радиотехнического обеспечения полётов, восстановлено более 9 км фортификационных сооружений, организованы наземная охрана и оборона аэродрома, в том числе развёрнутыми здесь средствами ПВО. После окончания работ, на аэродроме было организовано совместное базирование самолётов обеих стран.